# Sabre Cars
Sabre Cars war ein britischer Hersteller von Automobilen.

## Unternehmensgeschichte
Steve Crabtree gründete 1984 das Unternehmen in Wallsend in der Grafschaft Tyne and Wear. Er begann mit der Produktion von Automobilen und Kits. Der Markenname lautete Sabre. 1986 endete die Produktion. Insgesamt entstanden etwa 19 Exemplare. Außerdem fertigte das Unternehmen 1984 einige Fahrzeuge der Marke Royale.

## Fahrzeuge
Der Sprint war das erste und bestverkaufte Modell. Er basierte auf dem Mini mit einem geänderten hinteren Hilfsrahmen. Darauf wurde eine Karosserie aus Fiberglas montiert. Der kleine Kombi bot Platz für vier Personen. 1985 wurde die Front umgestaltet und erhielt Doppelrundscheinwerfer. DC Kit Cars aus Newcastle upon Tyne in Tyne and Wear unter Leitung von David Cawston setzte die Produktion noch bis 1987 fort. Insgesamt entstanden etwa 14 Exemplare.
Der Vario stand von 1985 bis 1986 im Angebot. Das hintere Teil des Daches war austauschbar, sodass ein Cabriolet entstand. Dieses Modell fand etwa fünf Käufer.